# 結城朝村
結城 朝村（ゆうき ともむら）は、鎌倉時代の武将。網戸四郎。網戸十郎。

## 略歴
嘉禎4年（暦仁元年とも）（1238年）5月16日、鎌倉幕府4代将軍・藤原頼経の前で籠からにげた鳩を弓で射て生け捕りにし驚嘆させた。その功で同20日、二条家御簡衆となる。仁治2年（1241年）11月29日、酔余の矢により三浦・小山両党の喧嘩のもとをつくった。弓の名手として幕府恒例の行事ではつねに射手を務めた。
康元元年（1256年）11月23日に北条時頼の出家に殉じて出家し、法名を蓮忍と号したが、自由出家の廉で出仕を一時停止される。文応元年（1260年）1月20日、宗尊親王の昼番衆となった。
建治2年（1276年）6月13日葬。西蓮寺殿光阿陀仏。